# Pulver (Lifelover)
Pulver è l'album di debutto dei Lifelover.
Esso si trova anche in versione LP limitato a 300 copie. Le prime 500 copie del CD hanno una cover speciale.

## Tracce
1. Nackskott – 3:16
2. M/S Salmonella – 5:00
3. Mitt Öppna Öga – 3:32
4. Kärlek - Becksvart Melankoli – 4:44
5. Vardagsnytt – 2:50
6. Avbrott Sex – 2:07
7. Stockholm – 4:13
8. Söndag – 3:16
9. Herrens Hand – 2:45
10. Medicinmannen – 0:43
11. Nästa Gryning – 6:25
12. En Sång Om Dig – 3:40

## Formazione
- ( ) - voce, chitarra
- B - chitarra, basso, pianoforte, testi
- 1853 - testi, seconda voce
- LR - testi